# 小六英介
小六 英介（ころく えいすけ、1936年（昭和11年）8月21日 - 2012年（平成24年））は、元NHKアナウンサー、元愛知学泉大学教授。
大阪府出身、父は大相撲の元関脇であった磐石熊太郎（本名は小六熊雄）。早稲田大学教育学部を卒業後、1960年（昭和35年）にNHK入局。『FMリクエストアワー』を担当時のニックネームは「お馬さん」。アナウンサーとして各地の放送局を歴任する傍ら、看護に興味を持つ。NHKを離れた後は、愛知学泉大学の教授を2006年（平成18年）まで務めた。

## 出演番組
- みんなの科学
- お達者くらぶ（1983年〜1986年度）[2]
- NHK特集 21世紀は警告する（1984年1月〜1985年3月）
- ふるさとおもしろ博物館 - 聞き手
- 奥ヒマラヤ禁断の王国・ムスタン
- ステレオ・リクエストアワー（NHK-FM放送大阪 1979年〜1982年度）

## 著書
- 「小六英介の患者にとどく話しことば」（日本看護協会出版会）1991年
- 「ナースのための話し方教室」（日本看護協会出版会）1994年